# Dave Alexander (músico de blues)
Dave Alexander (nacido David Alexander Elam), conocido también como Omar Sharriff, Omar Shariff, Omar Hakim Khayam (10 de marzo de 1938 - 8 de enero de 2012) fue un cantante y pianista estadounidense de Texas blues.

## Biografía
Alexander nació en Shreveport (Luisiana) en 1938 y creció en Marshall (Texas). Hijo de un pianista, su madre lo animó a tocar en la iglesia. En 1955 se enroló en la Armada de Estados Unidos y en 1957 se instaló en Oakland (California) donde comenzó una larga historia de colaboraciones con varios músicos del área de la Bahía de San Francisco. A pesar de su aprendizaje autodidacta, Alexander llegó a colaborar con artistas como Big Mama Thornton, Jimmy Witherspoon, Muddy Waters, Buddy Guy y Albert Collins. En 1968, grabó sus primeras canciones propias para el álbum recopitorio Oakland Blues, publicado por World Pacific Records. Actuó en el Ann Arbor Blues and Jazz Festival de 1970 y a partir de 1973 fueron frecuentes sus actuaciones en el Festival de Blues de San Francisco. El 25 de noviembre de 1976, día de acción de gracias, participó en el Last Waltz, el mítico concierto de despedida the Band en el Winterland Ballroom de San Francisco.
Alexander grabó dos álbumes, The Rattler (1972) y The Dirt on the Ground (1973) para Arhoolie Records, con canciones como "The Hoodoo Man (The Voodoo Woman and the Witch Doctor)", "St. James Infirmary", "Blue Tumbleweed", "Sundown", "Sufferin' with the Lowdown Blues", "Strange Woman", "Cold Feelin", "Jimmy, Is That You?", "So You Wanna Be a Man" y "The Dirt on the Ground".
En 1976, adoptó el nombre artístico de Omar the Magnificent, que más tarde cambió a Omar Khayam.
En 1993 fue nominado a un premio W. C. Handy Award.
Con el pequeño sello de blues Mercy! Records, publicó los álbumes Black Widow Spider en 1993, el exitoso Baddass en 1995 y Anatomy of a Woman en 1998.
A partir de 2000 se instaló en el área de Sacramento y además de actuar se dedicó a escribir para la revista Living Blues defendiendo la música blues y la cultura afroestadounidense.
En diciembre de 2010, Alexander regresó a Marshall (Texas), la ciudad que lo vio crecer, para dar una actuación que fue acogida con un enorme éxito de público. En febrero de 2011 regresó de nuevo a la ciudad para instalarse definitivamente en ella.
Alexander fue hallado muerto en su domicilio de Marshall (Texas) el 2 de enero de 2012 con una herida de bala aparentemente provocada por él mismo. Tenía 73 años.

## Discografía
| Año  | Título                 | Género      | Sello       | Nombre artístico      |
| ---- | ---------------------- | ----------- | ----------- | --------------------- |
| 1972 | The Rattler            | Blues       | Arhoolie    | Dave Alexander        |
| 1972 | The Raven              | Blues, Jazz | Arhoolie    | Omar Shariff; CD 1993 |
| 1973 | The Dirt on the Ground | Blues       | Arhoolie    | Dave Alexander        |
| 1993 | Black Widow Spider     | Blues       | Have Mercy! | Omar Sharriff         |
| 1995 | Baddass                | Blues       | Have Mercy! | Omar Sharriff         |
| 1997 | Omar the Magnificent   | Blues       | Arhoolie    | Omar Shariff          |
| 1998 | Anatomy of a Woman     | Blues       | Have Mercy! | Omar Sharriff         |